# (6442) Salzburg
(6442) Salzburg es un asteroide perteneciente al cinturón de asteroides, región del sistema solar que se encuentra entre las órbitas de Marte y Júpiter, descubierto el 8 de septiembre de 1988 por Freimut Börngen desde el Observatorio Karl Schwarzschild, en Tautenburg, Alemania.

## Designación y nombre
Designado provisionalmente como 1988 RU3. Fue llamado así por el estado austriaco y su capital en el río Salzach. Los visitantes acuden en masa a las altas montañas de la provincia y a los célebres festivales de la capital, conocida como la cuna de Mozart y Doppler. El 24 de diciembre de 1818, el cura Joseph Mohr y su organista Franz Xaver Gruber crearon el conocido villancico Stille Nacht, Heilige Nacht cerca de la ciudad de Hallein.

## Características orbitales
Salzburg está situado a una distancia media del Sol de 2,686 ua, pudiendo alejarse hasta 2,791 ua y acercarse hasta 2,581 ua. Su excentricidad es 0,039 y la inclinación orbital 2,997 grados. Emplea 1607,89 días en completar una órbita alrededor del Sol.

## Características físicas
La magnitud absoluta de Tirol es 13,88. 